# コンスタンティノープル条約 (1479年)
コンスタンティノープル条約（コンスタンティノープルじょうやく、英語: Treaty of Constantinople）は、1479年1月25日に締結された、ヴェネツィア共和国とオスマン帝国の講和条約。

## 概要
条約により、十五年戦争が正式に終結した。
ヴェネツィアが講和したのは、オスマン軍がヴェネツィア近郊まで攻め寄せたことによる。
条約により、ヴェネツィアはウルツィニ、ドゥラス、アンティヴァン（Antivan）を維持したが、すでにオスマン軍に1年近く包囲されていたシュコドラ、ダルマチア海岸線にある領地、ギリシャのネグロポンテ（エヴィア島）とリムノス島を割譲した。
ヴェネツィアはさらに賠償金10万ドゥカートの支払い、および黒海での貿易特権の代償として年貢1万ドゥカートの支払いに同意せざるを得なかった。条約の結果、レヴァントにおけるヴェネツィアの立場は弱くなった。